# Canton de Tude-et-Lavalette
Le canton de Tude-et-Lavalette est une circonscription électorale française du département de la Charente créée par le décret du 20 février 2014 et entrée en vigueur lors des élections départementales de 2015.

## Histoire
Un nouveau découpage territorial de la Charente entre en vigueur en mars 2015, défini par le décret du 20 février 2014, en application des lois du 17 mai 2013 (loi organique 2013-402 et loi 2013-403). Les conseillers départementaux sont, à compter de ces élections, élus au scrutin majoritaire binominal mixte. Les électeurs de chaque canton élisent au Conseil départemental, nouvelle appellation du Conseil général, deux membres de sexe différent, qui se présentent en binôme de candidats. Les conseillers départementaux sont élus pour 6 ans au scrutin binominal majoritaire à deux tours, l'accès au second tour nécessitant 12,5 % des inscrits au 1er tour. En outre la totalité des conseillers départementaux est renouvelée. Ce nouveau mode de scrutin nécessite un redécoupage des cantons dont le nombre est divisé par deux avec arrondi à l'unité impaire supérieure si ce nombre n'est pas entier impair, assorti de conditions de seuils minimaux. Dans la Charente, le nombre de cantons passe ainsi de 35 à 19. Le nouveau canton de Tude-et-Lavalette est formé de communes des anciens cantons de Chalais, d'Aubeterre-sur-Dronne, de Montmoreau-Saint-Cybard et de Villebois-Lavalette.

## Représentation
| Période élective | Période élective | Mandat | Mandat   | Identité                   | Nuance | Nuance | Qualité |
| ---------------- | ---------------- | ------ | -------- | -------------------------- | ------ | ------ | --- |
| 2015             | 2021             | 2015   | 2021     | Didier Jobit               |        | UDI    | Sapeur-pompier Maire de Magnac-Lavalette-Villars 10ème Vice-Président du Conseil Départemental                                         |
| 2015             | 2021             | 2015   | 2021     | Christine Valeau-Labrousse |        | DVD    | Cadre bancaire Première adjointe au maire de Montmoreau-Saint-Cybard                                                                   |
| 2021             | 2028             | 2021   | en cours | Patrick Gallès             |        | DVG    | Professeur des écoles, maire de Saint-Séverin Suppléant de la sénatrice Nicole Bonnefoy, 11ème Vice-Président du conseil départemental |
| 2021             | 2028             | 2021   | en cours | Nelly Vergez               |        | DVG    | Professeure, première adjointe au maire de Villebois-Lavalette 2ème Vice-Présidente du conseil départemental                           |

### Résultats détaillés

#### Élections de mars 2015
À l'issue du 1er tour des élections départementales de 2015, trois binômes sont en ballottage : Didier Jobit et Christine Labrousse (Union de la Droite, 35,82 %), Alain Rivière et Marylise Vella-Frugier (Union de la Gauche, 32,51 %) et David Dumas et Estelle Rodriguez (FN, 23,58 %). Le taux de participation est de 55,74 % (7 598 votants sur 13 631 inscrits) contre 50,21 % au niveau départementalet 50,17 % au niveau national.
Au second tour, Didier Jobit et Christine Labrousse (Union de la Droite) sont élus avec 40,3 % des suffrages exprimés et un taux de participation de 58,76 % (3 120 voix pour 8 008 votants et 13 629 inscrits).

#### Élections de juin 2021
Le premier tour des élections départementales de 2021 est marqué par un très faible taux de participation (33,26 % au niveau national). Dans le canton de Tude-et-Lavalette, ce taux de participation est de 39,24 % (5 082 votants sur 12 951 inscrits) contre 33,39 % au niveau départemental. À l'issue de ce premier tour, deux binômes sont en ballottage : Patrick Gallès et Nelly Vergez (DVG, 34,7 %) et Patrick Epaud et Christine Labrousse (Union au centre et à droite, 26,68 %).
Le second tour des élections est marqué une nouvelle fois par une abstention massive équivalente au premier tour. Les taux de participation sont de 34,3 % au niveau national, 33,99 % dans le département et 40,53 % dans le canton de Tude-et-Lavalette. Patrick Gallès et Nelly Vergez (DVG) sont élus avec 53,52 % des suffrages exprimés (2 568 voix pour 5 252 votants et 12 957 inscrits),,.

## Composition
Le nouveau canton de Tude-et-Lavalette comprenait cinquante-six communes entières à sa création.
Par le jeu de la création de communes nouvelles, le nombre de communes se réduit à 50 en 2017.
Boisné-La Tude qui regroupe les communes de Charmant, Chavenat et Juillaguet le 1er janvier 2016.
Montmoreau qui regroupe les communes d'Aignes-et-Puypéroux, Montmoreau-Saint-Cybard, Saint-Amant-de-Montmoreau, Saint-Eutrope et Saint-Laurent-de-Belzagot le 1er janvier 2017.
| Nom                             | Code Insee | Intercommunalité         | Superficie (km2) | Population (dernière pop. légale) | Densité (hab./km2) | Modifier                                    |
| ------------------------------- | ---------- | ------------------------ | ---------------- | --------------------------------- | ------------------ | ------------------------------------------- |
| Chalais (bureau centralisateur) | 16073      | CC Lavalette Tude Dronne | 17,58            | 1 799 (2022)                      | 102                | modifier les données · modifier les données |
| Aubeterre-sur-Dronne            | 16020      | CC Lavalette Tude Dronne | 2,39             | 318 (2022)                        | 133                | modifier les données · modifier les données |
| Bardenac                        | 16029      | CC Lavalette Tude Dronne | 8,04             | 217 (2022)                        | 27                 | modifier les données · modifier les données |
| Bazac                           | 16034      | CC Lavalette Tude Dronne | 4,92             | 147 (2022)                        | 30                 | modifier les données · modifier les données |
| Bellon                          | 16037      | CC Lavalette Tude Dronne | 9,13             | 136 (2022)                        | 15                 | modifier les données · modifier les données |
| Bessac                          | 16041      | CC Lavalette Tude Dronne | 10,55            | 119 (2022)                        | 11                 | modifier les données · modifier les données |
| Blanzaguet-Saint-Cybard         | 16047      | CC Lavalette Tude Dronne | 11,95            | 273 (2022)                        | 23                 | modifier les données · modifier les données |
| Boisné-La Tude                  | 16082      | CC Lavalette Tude Dronne | 34,25            | 661 (2022)                        | 19                 | modifier les données · modifier les données |
| Bonnes                          | 16049      | CC Lavalette Tude Dronne | 14,76            | 360 (2022)                        | 24                 | modifier les données · modifier les données |
| Bors                            | 16052      | CC Lavalette Tude Dronne | 16,14            | 227 (2022)                        | 14                 | modifier les données · modifier les données |
| Brie-sous-Chalais               | 16063      | CC Lavalette Tude Dronne | 10,34            | 158 (2022)                        | 15                 | modifier les données · modifier les données |
| Chadurie                        | 16072      | CC Lavalette Tude Dronne | 16,42            | 509 (2022)                        | 31                 | modifier les données · modifier les données |
| Châtignac                       | 16091      | CC Lavalette Tude Dronne | 9,75             | 166 (2022)                        | 17                 | modifier les données · modifier les données |
| Combiers                        | 16103      | CC Lavalette Tude Dronne | 23,96            | 126 (2022)                        | 5,3                | modifier les données · modifier les données |
| Courgeac                        | 16111      | CC Lavalette Tude Dronne | 18,42            | 170 (2022)                        | 9,2                | modifier les données · modifier les données |
| Courlac                         | 16112      | CC Lavalette Tude Dronne | 6,58             | 58 (2022)                         | 8,8                | modifier les données · modifier les données |
| Curac                           | 16117      | CC Lavalette Tude Dronne | 4,92             | 116 (2022)                        | 24                 | modifier les données · modifier les données |
| Deviat                          | 16118      | CC Lavalette Tude Dronne | 8,42             | 134 (2022)                        | 16                 | modifier les données · modifier les données |
| Édon                            | 16125      | CC Lavalette Tude Dronne | 16,49            | 272 (2022)                        | 16                 | modifier les données · modifier les données |
| Les Essards                     | 16130      | CC Lavalette Tude Dronne | 8,98             | 178 (2022)                        | 20                 | modifier les données · modifier les données |
| Fouquebrune                     | 16143      | CC Lavalette Tude Dronne | 28,85            | 717 (2022)                        | 25                 | modifier les données · modifier les données |
| Gurat                           | 16162      | CC Lavalette Tude Dronne | 16,03            | 184 (2022)                        | 11                 | modifier les données · modifier les données |
| Juignac                         | 16170      | CC Lavalette Tude Dronne | 24,18            | 392 (2022)                        | 16                 | modifier les données · modifier les données |
| Laprade                         | 16180      | CC Lavalette Tude Dronne | 10,17            | 249 (2022)                        | 24                 | modifier les données · modifier les données |
| Magnac-lès-Gardes               | 16198      | CC Lavalette Tude Dronne | 37,05            | 743 (2022)                        | 20                 | modifier les données · modifier les données |
| Médillac                        | 16215      | CC Lavalette Tude Dronne | 5,84             | 151 (2022)                        | 26                 | modifier les données · modifier les données |
| Montboyer                       | 16222      | CC Lavalette Tude Dronne | 26,79            | 329 (2022)                        | 12                 | modifier les données · modifier les données |
| Montignac-le-Coq                | 16227      | CC Lavalette Tude Dronne | 10,20            | 134 (2022)                        | 13                 | modifier les données · modifier les données |
| Montmoreau                      | 16230      | CC Lavalette Tude Dronne | 64,85            | 2 419 (2022)                      | 37                 | modifier les données · modifier les données |
| Nabinaud                        | 16240      | CC Lavalette Tude Dronne | 5,88             | 99 (2022)                         | 17                 | modifier les données · modifier les données |
| Nonac                           | 16246      | CC Lavalette Tude Dronne | 20,84            | 258 (2022)                        | 12                 | modifier les données · modifier les données |
| Orival                          | 16252      | CC Lavalette Tude Dronne | 5,43             | 150 (2022)                        | 28                 | modifier les données · modifier les données |
| Palluaud                        | 16254      | CC Lavalette Tude Dronne | 8,57             | 214 (2022)                        | 25                 | modifier les données · modifier les données |
| Pillac                          | 16260      | CC Lavalette Tude Dronne | 19,64            | 253 (2022)                        | 13                 | modifier les données · modifier les données |
| Poullignac                      | 16267      | CC Lavalette Tude Dronne | 8,94             | 105 (2022)                        | 12                 | modifier les données · modifier les données |
| Rioux-Martin                    | 16279      | CC Lavalette Tude Dronne | 14,60            | 221 (2022)                        | 15                 | modifier les données · modifier les données |
| Ronsenac                        | 16283      | CC Lavalette Tude Dronne | 26,73            | 571 (2022)                        | 21                 | modifier les données · modifier les données |
| Rouffiac                        | 16284      | CC Lavalette Tude Dronne | 9,89             | 119 (2022)                        | 12                 | modifier les données · modifier les données |
| Rougnac                         | 16285      | CC Lavalette Tude Dronne | 29,88            | 398 (2022)                        | 13                 | modifier les données · modifier les données |
| Saint-Avit                      | 16302      | CC Lavalette Tude Dronne | 3,66             | 219 (2022)                        | 60                 | modifier les données · modifier les données |
| Saint-Laurent-des-Combes        | 16331      | CC Lavalette Tude Dronne | 7,67             | 94 (2022)                         | 12                 | modifier les données · modifier les données |
| Saint-Martial                   | 16334      | CC Lavalette Tude Dronne | 9,31             | 121 (2022)                        | 13                 | modifier les données · modifier les données |
| Saint-Quentin-de-Chalais        | 16346      | CC Lavalette Tude Dronne | 12,38            | 243 (2022)                        | 20                 | modifier les données · modifier les données |
| Saint-Romain                    | 16347      | CC Lavalette Tude Dronne | 22,69            | 513 (2022)                        | 23                 | modifier les données · modifier les données |
| Saint-Séverin                   | 16350      | CC Lavalette Tude Dronne | 14,93            | 793 (2022)                        | 53                 | modifier les données · modifier les données |
| Salles-Lavalette                | 16362      | CC Lavalette Tude Dronne | 20,15            | 311 (2022)                        | 15                 | modifier les données · modifier les données |
| Vaux-Lavalette                  | 16394      | CC Lavalette Tude Dronne | 6,78             | 79 (2022)                         | 12                 | modifier les données · modifier les données |
| Villebois-Lavalette             | 16408      | CC Lavalette Tude Dronne | 7,20             | 718 (2022)                        | 100                | modifier les données · modifier les données |
| Yviers                          | 16424      | CC Lavalette Tude Dronne | 22,56            | 536 (2022)                        | 24                 | modifier les données · modifier les données |
| Canton de Tude-et-Lavalette     | 1617       |                          | 755,68           | 17 477 (2022)                     | 23                 | modifier les données                        |

## Démographie
En 2022, le canton comptait 17 477 habitants, en évolution de −3,32 % par rapport à 2016 (Charente : −0,48 %, France hors Mayotte : +2,11 %).
| 2013   | 2018   | 2022   |
| ------ | ------ | ------ |
| 18 179 | 17 807 | 17 477 |